# Сармат (пивоварний завод)
ПрАТ «Сармат» — підприємство харчової промисловості України, зайняте у галузі виробництва та реалізації пива. Розташоване у місті Донецьку, належить ПрАТ «Ефес Україна», яка в свою чергу є дочірньою компанією турецької корпорації Anadolu Efes.

## Історія
ПрАТ «Сармат» веде свою історію від Донецького пивоварного заводу, який розпочав випуск продукції у 1962 році. Будівництво підприємства тривало 10 років, відповідно до поширеної міської легенди рішення про його початок приймав особисто керівник уряду СРСР Йосип Сталін, ім'я якого у той період носило місто Донецьк. За однією з версій цієї легенди Сталін ініціював будівництво великого пивзаводу у Донецьку ще у середині 1930-х років після особистої зустрічі з легендарним радянським шахтарем Олексієм Стахановим, однак реалізації цих планів завадила Друга світова війна. За іншою версією про будівництво пивзаводу радянського керманича попрохала делегація донецьких шахтарів, яка відвідала його у 1951 році.
На момент пуску у жовтні 1962 року Донецький пивзавод мав найсучасніше обладнання та був найбільшим пивоварним підприємством на теренах України. Потужності заводу становили 7 млн дал. пива та 13,5 тис. тон солоду на рік, асортимент продукції включав пиво п'яти сортів: «Жигулівське», «Українське», «Донецьке», «Московське» та «Ризьке».
1993 року на базі Донецького пивзаводу було створене спільне підприємство з американською компанією, яку згодом придбали структури, підконтрольні українському підприємцю Рінату Ахметову. Наприкінці 1990-х через низку судових рішень та додаткових емісій акцій зазначені структури досягли повного контролю над пивзаводом. Цьому передувало резонансне вбивство директора та співвласника пивзаводу Юрія Павленка у вересні 1998 року, яке дозволяє незалежним журналістам та публіцистам закидати Ахметову і його оточенню скоєння кримінальних злочинів для досягнення власних бізнес-інтересів.
27 жовтня 2001 року відповідно до рішення акціонерів відбулося перейменування ЗАТ СП «Донецький пивоварний завод» у ЗАТ «Сармат». Підприємство отримало свою сучасну назву, що відповідає імені його основної торговельної марки, виведеної на ринок ще 1998 року.
З початку 2000-х років ПрАТ «Сармат» був центральним елементом однойменної пивоварної групи, безпосередньо володіючи контрольними пакетами акцій інших пивоварних підприємств, підконтрольних Рінату Ахметову, — ВАТ «Луганський пивоварний завод», ВАТ "Пиво-безалкогольний комбінат «Крим», ЗАТ "Дніпропетровський пивоварний завод «Дніпро», ЗАТ "Фірма «Полтавпиво» та Київський пивзавод № 1. Пізніше ці активи були виведені з володіння «Сармата», а згодом поступово розпродані іншим власникам.
У травні 2008 року 99,84 % акцій «Сармата», що на той час належали підконтрольній Ахметову корпорації System Capital Management, були продані одному з провідних гравців світового пивного ринку міжнародній корпорації SABMiller plc. Донецьке підприємство стало першим активом SABMiller в Україні, при укладанні угоди інвестор сповістив про плани вкласти у його розвиток 100 мільйонів доларів.
У березні 2012 року новим власником ПрАТ «Міллер Брендз Україна», до складу активів якого входить пивзавод «Сармат», стала турецька пивоварна корпорація Anadolu Efes. Турецька компанія отримала цей актив в результаті домовленості з SABMiller, відповідно до умов якої Anadolu Efes отримала пиварні активи SABMiller в Україні та Росії в обмін на 24 % власних акцій, збільшивши відповідним чином свій статутний капітал.
1 лютого 2017 року ПрАТ «Ефес Україна» повністю втратила контроль над заводом «Сармат» внаслідок введення так званої «тимчасової адміністрації» керівництвом «ДНР».

## Асортимент продукції
- «Сармат Світле» — Густина 11 %. Алк.об. не менше 4,4 %. Тара: пляшки 0,5 л, 1 л, 2 л; банка 0,5 л; кеги.
- «Сармат Жигулівське» — Густина 11 %. Алк.об. не менше 4,4 %. Тара: пляшки 0,5 л, 1 л, 2 л; банка 0,5 л; кеги.
- «Сармат Добрий Шубін» — Густина 12 %. Алк.об. не менше 4,5 %. Тара: пляшки 0,5 л, 1 л, 2 л.
- «Сармат Міцне» — Густина 17 %. Алк.об. не менше 7,2 %. Тара: пляшки 0,5 л, 1 л.
- «Сармат Безалкогольне» — Густина 6,5 %. Алк.об. не менше 1,2 %. Тара: пляшка 0,5 л; банка 0,5 л.

Також підприємство виробляє пиво під іншими торговельними марками, що належать SABMiller plc, зокрема під ТМ Velkopopovický Kozel та Amsterdam Mariner.